# (27713) 1989 AA
1989 أي أي (ويعرف أيضًا باسم (27713) 1989 أي أي وفق تسمية الكوكب الصغير) (بالإنجليزية: 1989 AA)‏ هو كويكب ضمن حزام الكويكبات؛ وترتيبه 27713 من حيث الاكتشاف.
اكتُشف هذا الجُرم الفلكي بواسطة اليانور إف. هيلين في 2 يناير 1989.

## وصلات خارجية
- (27713) 1989 AA في قاعدة بيانات مختبر الدفع النفاث لأجرام النظام الشمسي الصغيرة

- الاكتشاف · مخطط المدار ·  العناصر المدارية · المعلمات المادية

- (27713) 1989 AA على موقع ويكي سكاي: DSS2, SDSS, GALEX, IRAS, Hydrogen α, X-Ray, Astrophoto, Sky Map, Articles and images